# 乳香黃連木
乳香黃連木（學名：Pistacia lentiscus）是漆樹科黃連木屬常綠灌木，也叫洋乳香树、黏胶乳香树，原產於地中海區域。其樹脂黃連樹脂是一種名貴香料。

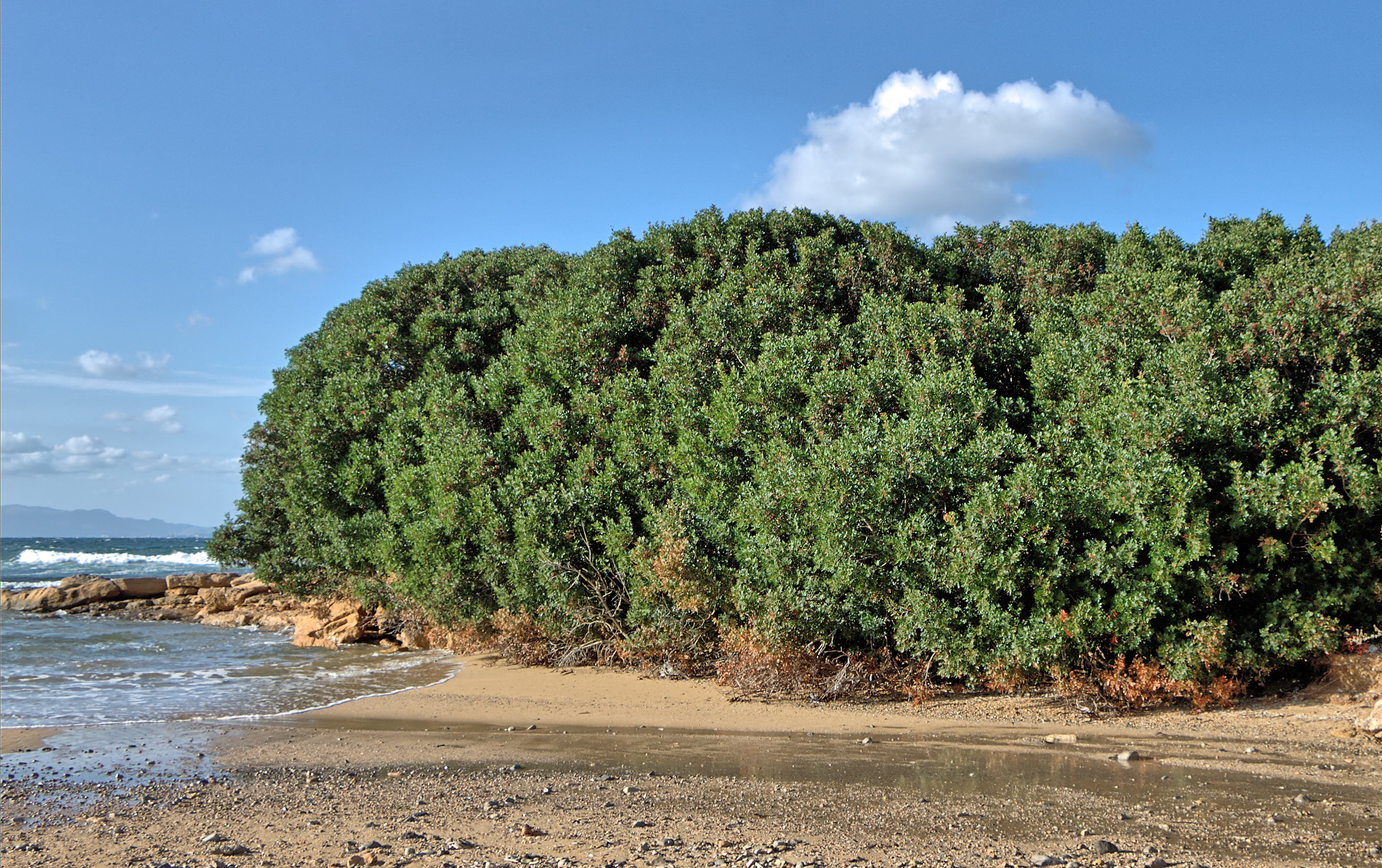
植株
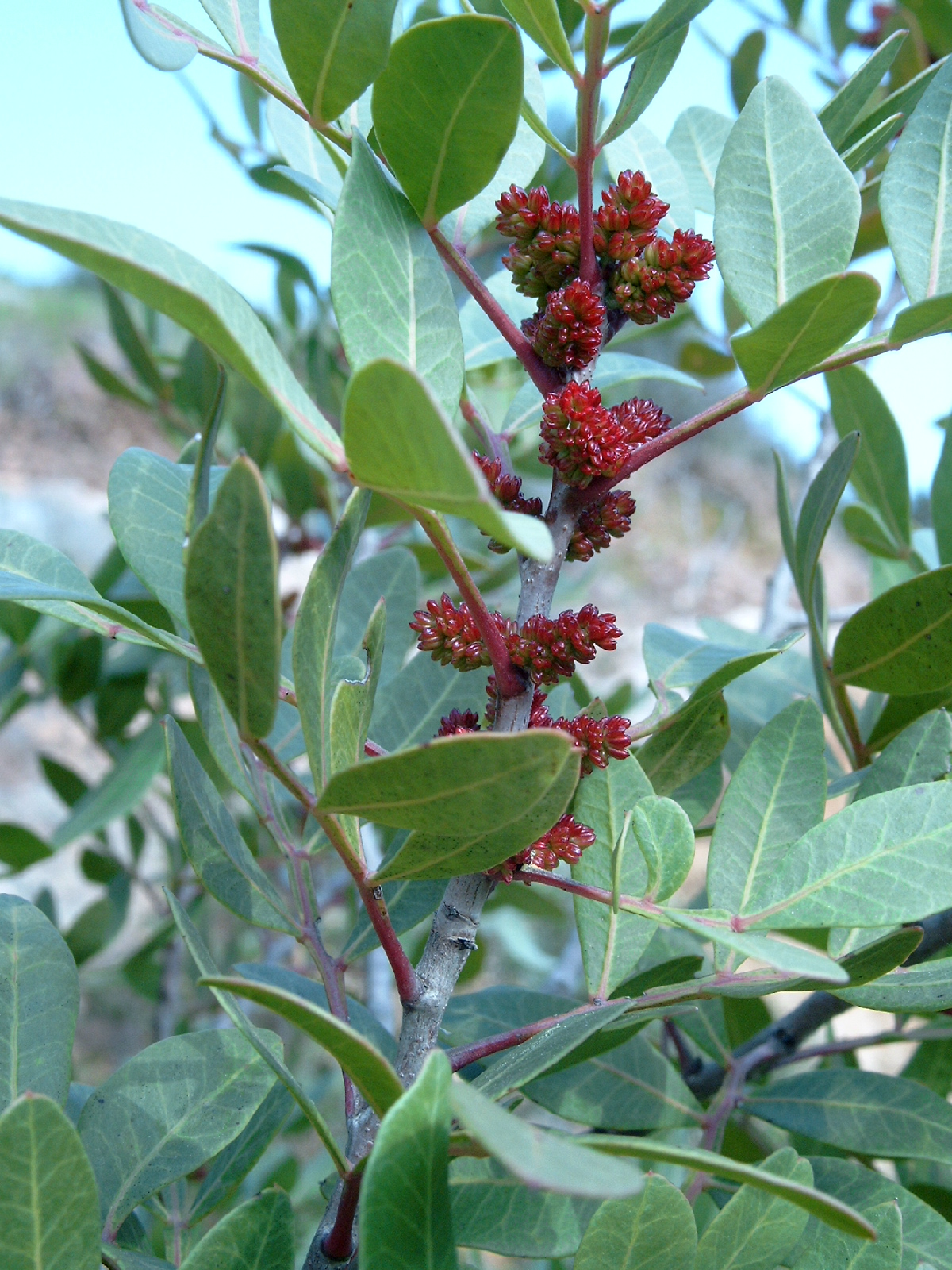
葉與花
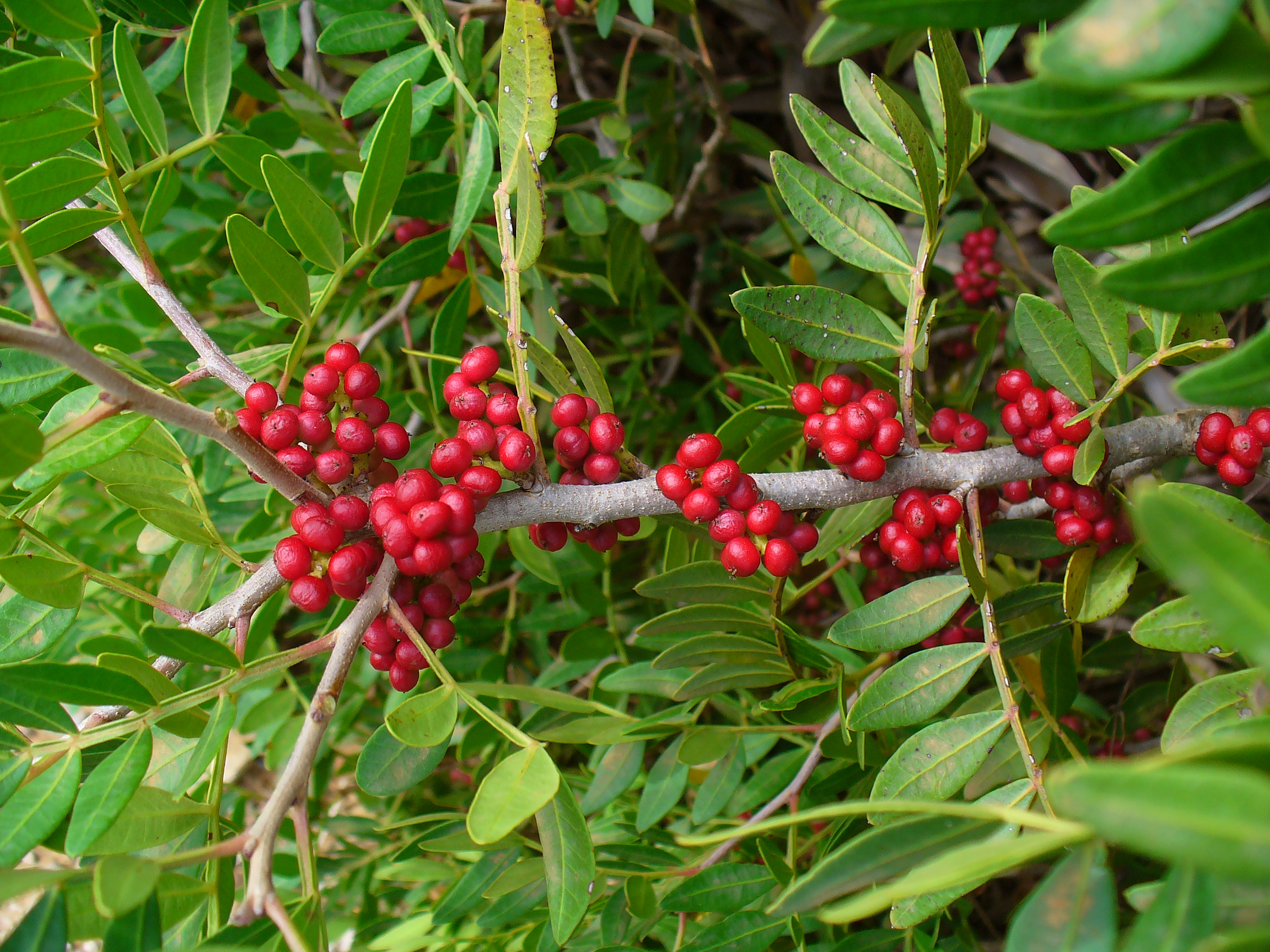
果
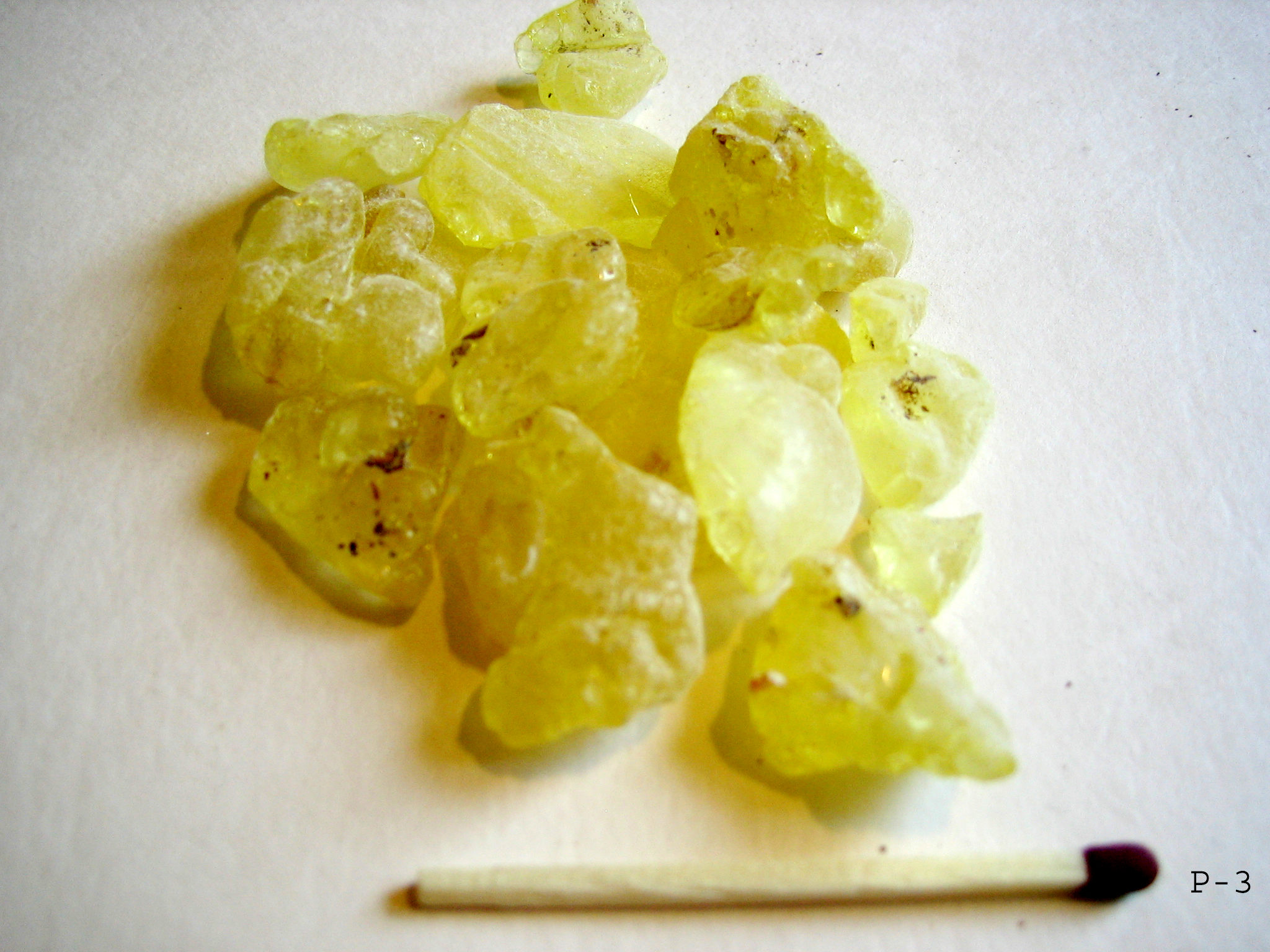
樹脂
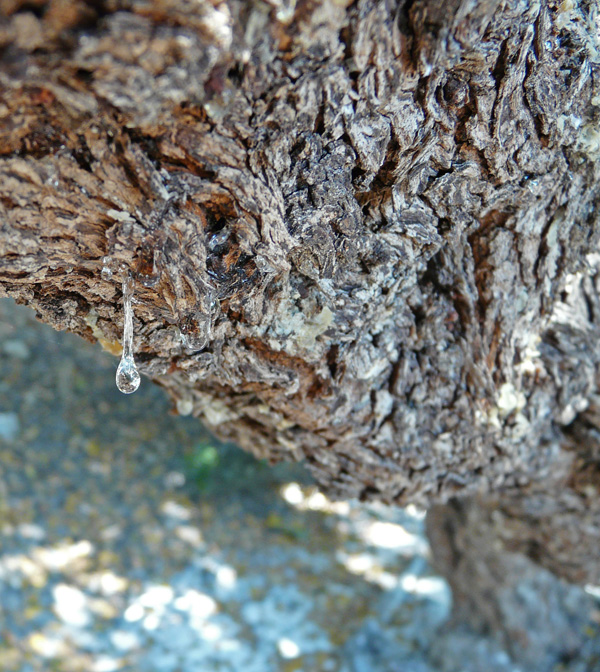